# Leopold von Ledebur (Historiker)

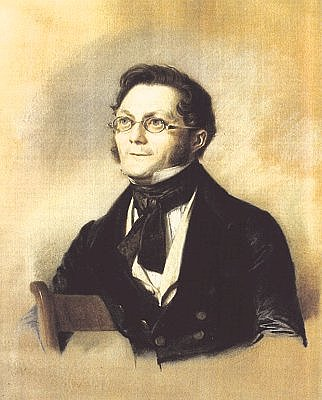
Leopold Freiherr von Ledebur

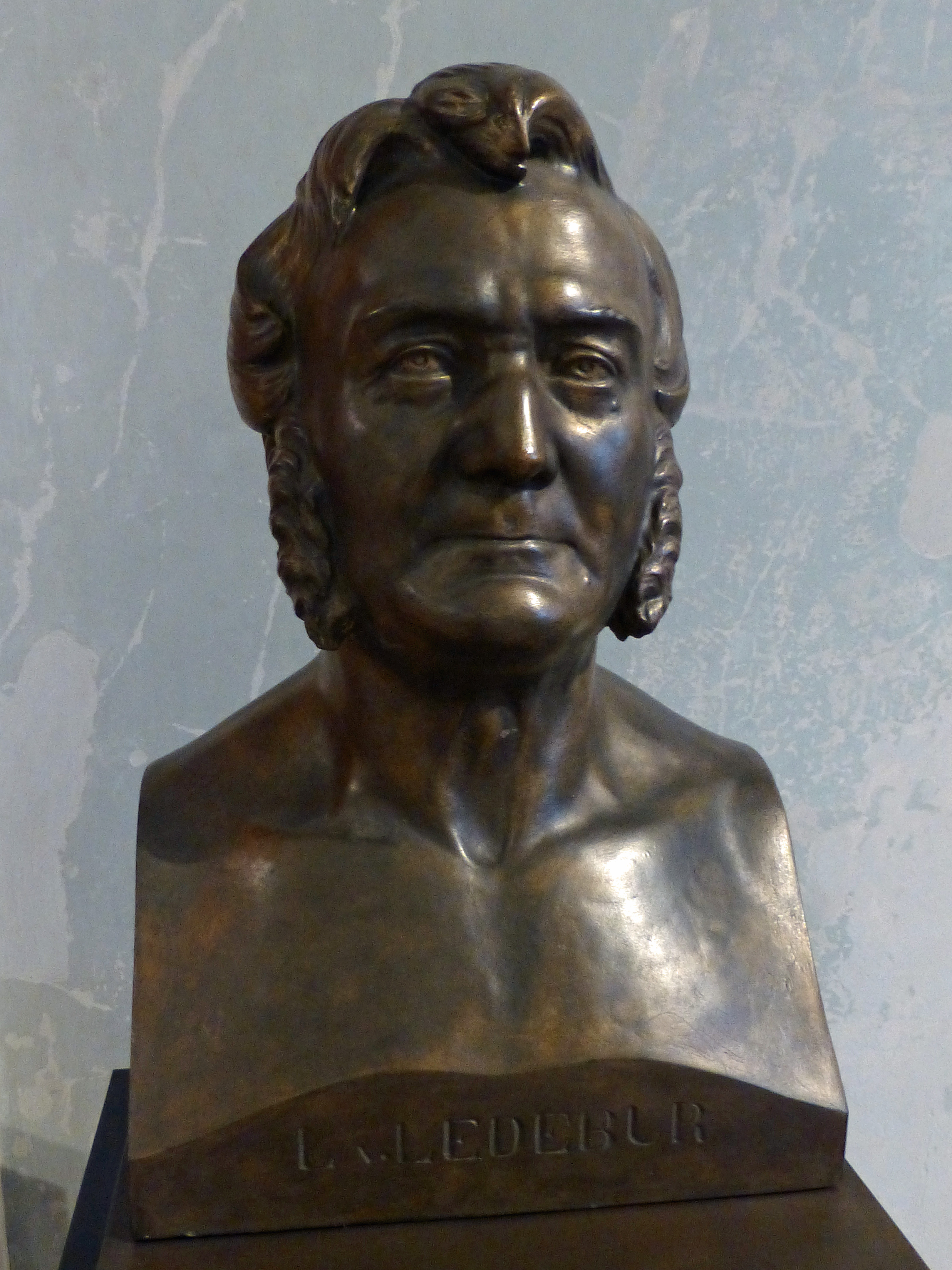
Leopold Freiherr von Ledebur (Neues Museum)

Freiherr Leopold Karl Wilhelm August von Ledebur (* 2. Juli 1799 zu Berlin; † 17. November 1877 in Potsdam) war ein deutscher Historiker, Adelsforscher und Heraldiker.

## Herkunft
Er war der zweite Sohn des königlich preußischen Landrats der Grafschaft Ravensberg Ernst Friedrich August von Ledebur (1763–1833) und dessen Frau Wilhelmine Karoline Johanna (geborene von Schladen, 1774–1856). Er hatte mehrere Geschwister darunter:
- Ludwig (Louis) von Ledebur (2. Juli 1799–1858) sein Zwillingsbruder, mit dem er lange Jahre gemeinsam in Potsdam lebte.
- Carl von Ledebur (1806–1872).
- Eine Schwester hieß Henriette von Ledebur.

## Leben
Ledebur trat am 1. März 1816 als Lieutenant in das 2. Garde-Regiment zu Fuß der Preußischen Armee in Berlin ein und nahm Mitte Dezember 1828 aufgrund seiner Kurzsichtigkeit als Hauptmann seinen Abschied. Er wurde bei Errichtung des Neuen Museums in Berlin durch König Friedrich Wilhelm IV. zum Direktor der Königlichen Kunstkammer, des Museums für vaterländische Altertümer und der ethnographischen Sammlungen. Als das neue Preußische Heroldsamt geschaffen wurde, erhielt er eine Stelle im dortigen Kollegium. Später wurde er für seine Verdienste zum Geheimen Regierungsrat ernannt und mit der Domherrenwürde von Zeitz bedacht. Von Ledebur, der seit einigen Jahren in Potsdam lebte, kam, solange es sein Gesundheitszustand gestattete, mehrmals wöchentlich nach Berlin, um seine Geschäfte im Königlichen Heroldsamt zu erledigen. Seit 1827 betätigte er sich auch im literarischen Bereich. Zunächst hatte er sich dabei mit der allgemeineren Geschichte und Geographie befasst, ging aber nach und nach zur Heraldik und Genealogie über. Im Jahr 1843 gehörte Ledebur zu den Gründungsmitgliedern der Numismatischen Gesellschaft zu Berlin. 1875 trat er in den Ruhestand.

## Ehrungen
Ledebur war Mitglied des Verwaltungsrats des Germanischen Nationalmuseums zu Nürnberg, Inhaber des Roten Adlerordens und Ritter des Königlichen Hausordens von Hohenzollern. Er war zudem Mitglied der Berliner Gesellschaft für Anthropologie, Ethnologie und Urgeschichte. 1863 wurde ihm von der Universität Leipzig der Ehrendoktortitel verliehen.

## Familie

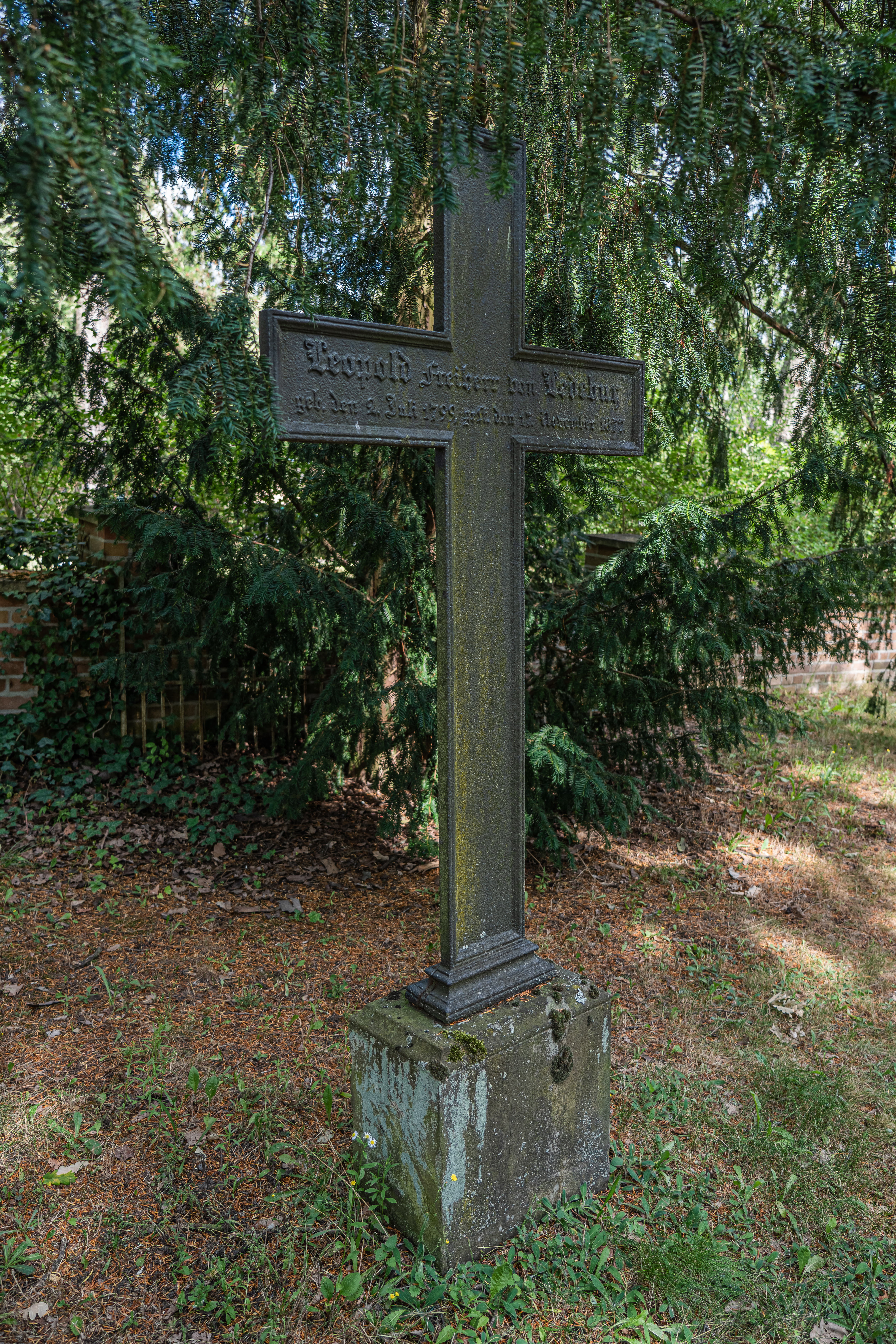
Grab von Ledeburs in Potsdam

Ledebur heiratete am 24. Juli 1829 auf Gut Hohenberg, Altmark Emilie von Pritzelwitz (1806–1881) in Potsdam, eine Tochter des Generalmajors Karl Ludwig von Pritzelwitz. Das Paar hatte mehrere Kinder:
- Heinrich (1832–1912), königlich preußischer Generalleutnant ⚭ 1865 Frieda von Gersdorf (1838–1931)[4]
- Leopold Heinrich Wilhelm (1833–1858), Sekondeleutnant im 2. Garde-Regiment zu Fuß[5]
- Ernst Karl Eduard (* 1835) Geheimer Ministerial-Archivsekretär ⚭ 1869 Anna Schmidt († 1871)[4]

Hochgeehrt wurde er auf dem Neuen Friedhof in Potsdam beigesetzt. Die Beerdigung fand am Vormittag des 21. November in Potsdam statt. Der Leichnam war mit einem Lorbeerkranz mit dem Band des Hohenzollern-Ordens geschmückt. Zugegen waren die Witwe und seine beiden Söhne mit ihren Familien, sowie ein Bruder, Oberlieutenant a. D., Freiherr von Ledebur. Unter den Trauergästen waren hochrangige Offiziere sowie Beamte des geheimen Staatsarchivs und des Heroldsamtes in Berlin. Sein Grab ist erhalten.

## Schriften
Leopold von Ledebur veröffentlichte zahlreiche historische Schriften. Zu den bedeutendsten gehören die Bände des Allgemeinen Archivs für die Geschichtskunde des Preußischen Staates. von 1830 bis 1836, E. S. Mittler, Berlin.
- Das Fürstenthum Minden in Beziehung auf Denkmäler der Geschichte, der Kunst und des Alterthums / Die Grafschaft Ravensberg in Beziehung auf Denkmäler der Geschichte, der Kunst und des Alterthums. Manuskript, 1825
  - Druck als Leopold von Ledebur. Das Fürstentum Minden und die Grafschaft Ravensberg. Denkmäler der Geschichte, der Kunst und des Altertums. (1825), Hg. von Andreas Priever und Ulrich Henselmeyer, Bielefeld: Verlag für Regionalgeschichte 2009 (= Herforder Forschungen, Band 21), ISSN 1439-0698, ISBN 978-3-89534-661-3.
- Das Land und Volk der Bructerer, Berlin 1827 , Versuch einer vergleichenden Geographie der älteren (römischen) und mittleren Zeit, die eine umfangreiche Literatur hervorrief, ergänzt durch Ledebur in Blicke auf die Litteratur des letzten Jahrzehnts. 1837.
- Kritische Beleuchtung einiger Punkte in den Feldzügen Karls des Großen gegen die Sachsen und Slawen. Berlin 1829.
- Allgemeines Archiv für die Geschichtskunde des Preußischen Staates, 18 Bände, Berlin 1830–1835 (genwiki.genealogy.net, digitale-sammlungen.de).
- fortgesetzt als Neues allgemeines Archiv für die Geschichtskunde des Preußischen Staates, Bände 19–21, Berlin 1836. genwiki.genealogy.net
- Die fünf Münsterschen Gaue und die sieben Seelande Frieslands. 1836.
- Blicke auf die Litteratur des letzten Jahrzehnts zur Kenntnis Germaniens zwischen Rhein und Weser Berlin 1837.
- Das Königliche Museum vaterländischer Alterthümer im Schloss Monbijou, 1838 (Digitalisat).
- Über die in den Baltischen Ländern in der Erde gefundenen Zeugnisse eines Handels-Verkehrs mit dem Orient zur Zeit der Arabischen Weltherrschaft. Berlin 1840 (books.google.de).
- Gerhard Johann von Ledebur: eine biographische Skizze. (Digitalisat).
- Der Maiengau oder das Mayenfeld. 1842.
- Streifzüge durch die Felder des königlich preußischen Wappens. 1842.
- Nordthüringen und die Hermunderer. 1842 und 1852.
- Die Grafen von Valkenstein am Harz. 1847.
- Ueber die Gegensätze Alt- und Neumark. In: Märkische Forschungen, Band 4, Berlin 1850, S. 88–94 (Digitalisat).
- Die heidnischen Altertümer des Regierungsbezirks Potsdam. 1852 (Digitalisat).
- Dynastische Forschungen. 1853 und 1855, 2 Hefte
- Adelslexikon der Preußischen Monarchie. 1854–57, drei Bände
- als Herausgeber Archiv für deutsche Adelsgeschichte, Genealogie, Heraldik und Sphragistik, 2 Bände, 1863, 1865.